# SP-294
A Rodovia Comandante João Ribeiro de Barros (SP-294) é uma rodovia radial do estado de São Paulo, administrada pela concessionária EixoSP.

## Denominações
Recebe as seguintes denominações em seu trajeto:
Nome:	João Ribeiro de Barros, Comandante, Rodovia
- De - até:	SP-300 (Bauru) - Marília - Lucélia - Panorama (Rio Paraná)
- Legislação: LEI 9.850 DE 26/09/67

## Descrição
Principais pontos de passagem: SP 300 (Bauru) - Marília - Tupã - Pacaembu - Panorama

## Características

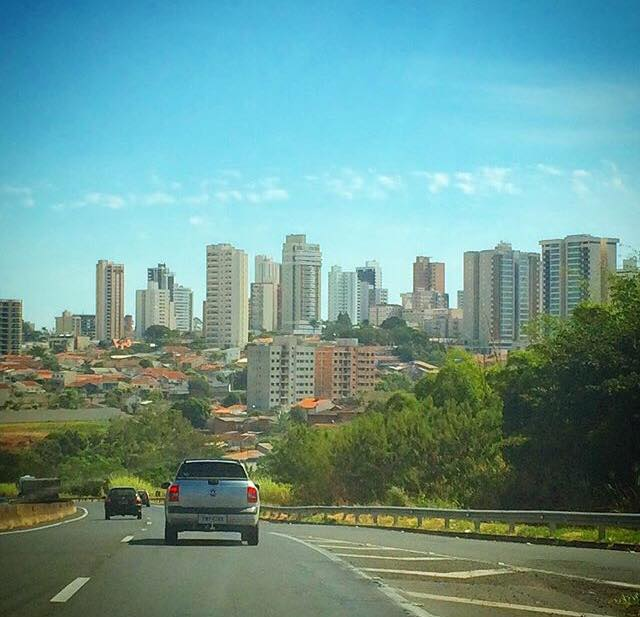
Trecho da SP-294 em Marília.

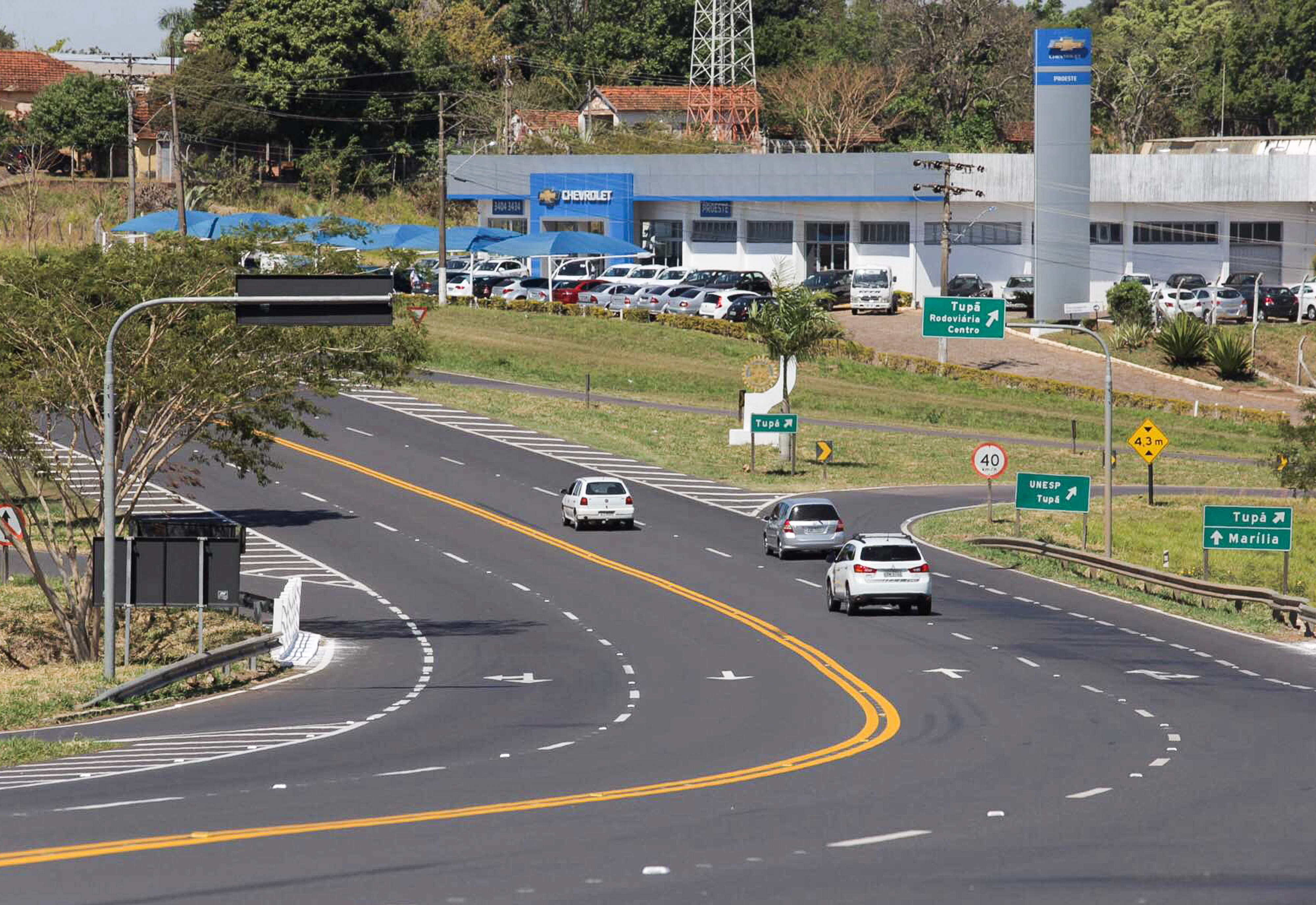
Trecho da SP-294 em Tupã.

### Extensão
- Km Inicial: 347,030
- Km Final: 686,800

### Localidades atendidas
- Bauru
- Piratininga
- Avaí
- Duartina
- Gália
- Garça
- Jafa
- Vera Cruz
- Lácio
- Marília
- Padre Nóbrega
- Oriente
- Pompéia
- Paulópolis
- Quintana
- Herculândia
- Varpa
- Tupã
- Universo
- Iacri
- Parapuã
- Osvaldo Cruz
- Lagoa Azul
- Inúbia Paulista
- Lucélia
- Adamantina
- Indaiá do Aguapeí
- Flórida Paulista
- Atlântida
- Pacaembu
- Irapuru
- Junqueirópolis
- Dracena
- Oásis
- Tupi Paulista
- Santa Mercedes
- Paulicéia
- Panorama